# Lac Louisa
Lac Louisa är en sjö i Kanada.   Den ligger i regionen Laurentides och provinsen Québec, i den sydöstra delen av landet, 110 km öster om huvudstaden Ottawa. Lac Louisa ligger 268 meter över havet.
I omgivningarna runt Lac Louisa växer i huvudsak lövfällande lövskog. Runt Lac Louisa är det glesbefolkat, med 16 invånare per kvadratkilometer.